# سلول دانز

طرح شماتیک یک سلول دانز

فرآیند دانز (به انگلیسی: Downs process) یک فرایند الکتروشیمیایی برای تولید مقرون به صرفه فلز سدیم خالص است که توسط الکترولیز سدیم کلرید مذاب در یک محفظه به نام سلول دانز انجام میشود.
سلول دانز در سال 1923 میلادی توسط شیمی دان آمریکایی جیمز کلوید دانز(1957-1885) اختراع شد.

## سازوکار
سلول دانز از یک آند کربنی و کاتد آهنی استفاده میکند.الکترولیت این سلول سدیم کلرید مذاب است. گرچه سدیم کلرید جامد رسانای ضعیف الکتریسیته است ولی در حالت مایع یون های سدیم و کلر امکان حرکت دارند و باعث انتقال بار الکتریکی میشوند و رسانای الکتریکی میشود.
مقداری کلسیم کلرید و/یا کلرید های باریم و استرانسیم و، گاهاْ سدیم فلوئورید به الکترولیت اضافه میشوند تا دمای ذوب الکترولیت را کاهش دهند. سدیم کلرید در دمای 801 درجه سلسیوس ذوب میشود اما ترکیب نمک ها میتواند در دمایی تا 600 درجه سلسیوس هم مایع بماند٬ بر جسب وزن : 33.2٪ سدیم کلرید و 66.8٪ کلسیم کلرید.
نیم واکنش آند:
| 2Cl– → Cl2 + 2e |
نیم واکنش کاتد:
| 2Na+ + 2e– → 2Na |
واکنش کلی:
| 2Na+ + 2Cl– → 2Na + Cl2 |
فلز کلسیم وارد واکنش نمیشود چرا که پتانسیل کاهشی آن 2.87- ولت است که کمتر از پتانسیل کاهشی سدیم (2.38-) است. اگر محلول فقط شامل کلسیم بود در واکنش کاتدی فلز کلسیم تولید میشد (که نحوه تولید فلز کلسیم است).